# Fritillaria tortifolia
Fritillaria tortifolia là một loài thực vật có hoa trong họ Liliaceae. Loài này được X.Z.Duan & X.J.Zheng miêu tả khoa học đầu tiên năm 1987.